# 蘭道車

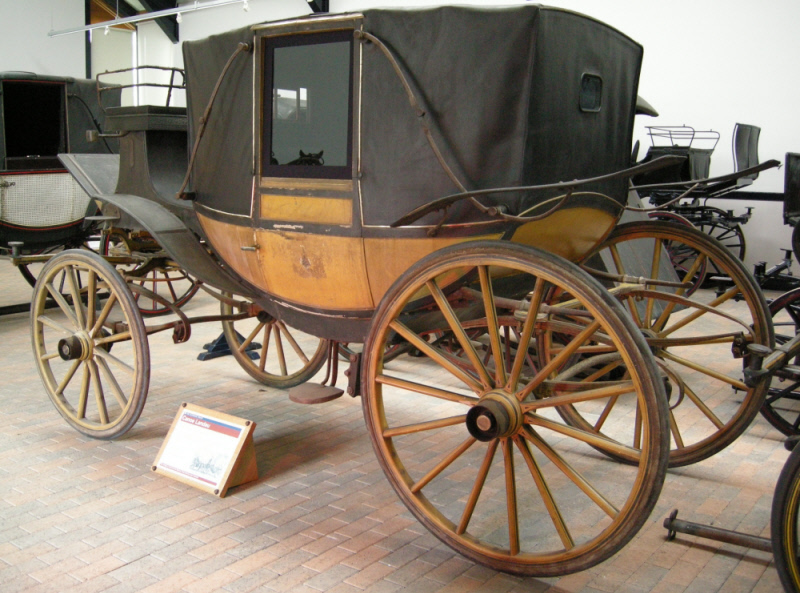
蘭道車。

蘭道車（Landau）是一種四輪的敞篷載人馬車，作為豪華的城市馬車，其較低的車殼使行人可以看見車中的成員，這個特色使藍道車仍是聯合王國的某些市長在慶典活動的熱門選擇。
蘭道車被發明於18世紀德國的蘭道，得名於其發明地。